# Mégaphone
Pour l’article ayant un titre homophone, voir Mégafaune.
Pour les articles homonymes, voir Mégaphone (homonymie).
Ne doit pas être confondu avec un haut-parleur.
Un mégaphone (de megas, grand et de phonê, voix) est un outil servant à amplifier la voix, appareil portatif composé d'un pavillon, d'un micro et d'une poignée, ce dispositif fonctionne à pile. Il existe de nombreux modèles, la version de base est monobloc mais certains modèles sont munis d'un câble entre le bloc émetteur et le micro.
Cet appareil est souvent associé aux mouvements sociaux notamment les syndicats, afin de dynamiser les cortèges. Mais l'ustensile est aussi utilisé par les forces de l'ordre afin de communiquer ou de menacer des personnes qui ne sont pas accessibles de vive voix (occupation de locaux par des grévistes, prise d'otages...) ou encore par les supporteurs d'équipes sportives.
La version non électrique de ce dispositif se nomme un porte-voix.

Usage de mégaphones
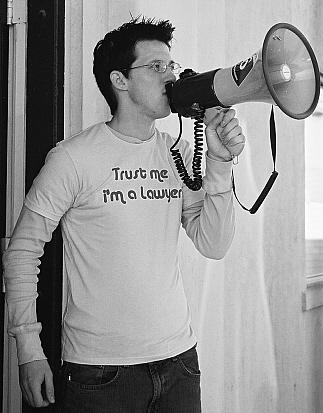
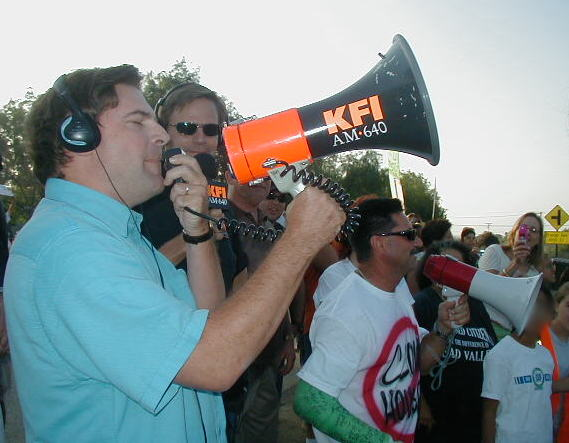
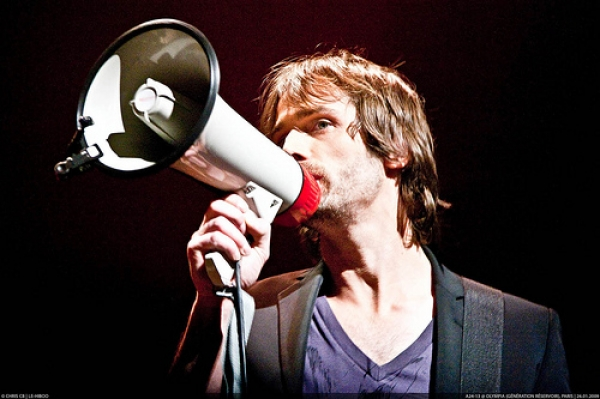